# MEN – Metallwerk Elisenhütte
Die MEN – Metallwerk Elisenhütte GmbH (MEN) ist ein 1957 gegründeter Hersteller von Munition für Handfeuerwaffen mit Sitz in Nassau an der Lahn in Rheinland-Pfalz.

## Konzernzugehörigkeit
Das Metallwerk Elisenhütte befand sich bis 1990 im Besitz der Deutsche Industrieanlagen Gesellschaft. Danach erwarb es der Münchner Fahrzeughersteller MAN. Den geplanten Verkauf an den Schweizer Luft--und-Raumfahrttechnik- und Rüstungskonzern RUAG untersagte das Bundeskartellamt. Im Jahre 2007 wurde MEN an den brasilianischen Rüstungskonzern Companhia Brasileira de Cartuchos (CBC) weiterveräußert und gehört seitdem, neben der tschechischen Sellier & Bellot und der US-amerikanischen Magtech, zur CBC Group. Das Unternehmen der Rüstungsindustrie ist eine hundertprozentige Tochtergesellschaft der „Magtech Europe GmbH“. Diese ist wiederum eine hundertprozentige Tochtergesellschaft der CBC Ammo LLC aus Delaware in den Vereinigten Staaten. Delaware gilt in den USA als Steueroase.

## Produkte
Das Metallwerk Elisenhütte ist einer der bedeutendsten Hersteller von kleinkalibriger Munition und eine der größten Munitionsfabriken in Deutschland. Es werden Treibladungen und Projektile wie beispielsweise Vollmantel-Weichkern- und Vollmantel-Hartkerngeschosse (AP, Armour Piercing), Doppelkern- und Leuchtspurmunition hergestellt. 2018 wurden über 200 Millionen Patronen hergestellt.
Das Unternehmen beliefert die Bundeswehr, Polizei, Bundespolizei, Bundeszollverwaltung, Justizbehörden und Sportschützen, aber auch europäisches und asiatisches Militär sowie verschiedene internationale Polizeieinheiten, etwa aus Kanada, Norwegen, der Schweiz, Singapur und Japan, mit Munition für Pistolen, Maschinenpistolen, Sturm-, Maschinen- und Scharfschützengewehre. Der Exportanteil liegt bei über 50 Prozent.
Die Metallwerk Elisenhütte GmbH rüstet Polizeien in Deutschland mit sogenannter „Grüner Munition“ aus. Deren Projektile enthalten kein Blei. Die Zündhütchen sowie die Treibladungen sind zudem frei von giftigen Stoffen.

## Fertigung
Das Unternehmen betreibt in Nassau eine Anlage, in der mit explosionsgefährlichen oder explosionsfähigen Stoffen im Sinne des Sprengstoffgesetzes umgegangen wird zur Verarbeitung dieser Stoffe, zur Verwendung als Zündstoffe und zur Vernichtung dieser Stoffe. Das Werksgelände stellt einen „Betriebsbereich der unteren Klasse“ im Sinne der Störfallverordnung dar. Im Betriebsbereich werden mechanisch hergestellte Geschosshülsen durch die Zugabe von Treibladungspulver, Anzündhütchen und Geschossen zu Munition für Handfeuerwaffen verarbeitet.
In Weinähr hat das Unternehmen ein Lager für bis zu 200 Tonnen Treibladungspulver und Anzündhütchen. 2011 vergrößerte MEN das Depot auf der Weinährer Miedziankit (Gemarkung Obernhof) deutlich und hat im Gegenzug einen anderen Depotstandort geschlossen. Die Lagerung erfolgt unter Tage in einem Stollen eines ehemaligen Bergwerks.
Zur Patronenhülsenherstellung wird ein Messingnapf erhitzt und in mehreren Arbeitsschritten auf die gewünschte Länge gezogen. Anschließend wird in den Hülsenboden eine Vertiefung, die Zündglocke, gepresst, in die später das Zündhütchen kommt, sowie Herstellercode, Produktionsjahr und Nummer des Loses in den Rand geprägt. Letzter Schritt der Hülsenherstellung ist das Einziehen des Hülsenhalses vor der anschließenden Reinigung und Kontrolle. Dann wird das Anzündhütchen in die Zündglocke gepresst, anschließend wird die Treibladung eingefüllt und zuletzt das Projektil in den Hülsenmund gepresst. Die Munition wird in Kartons, wasserdichte grüne Folienschläuche und Holzkisten verpackt.

## Geschichte
Die Elisenhütte wurde 1869 von Wilhelm von Rüdiger am Hollericher Eisenbahntunnel in einem Flussknie der Lahn errichtet. Ursprünglich bestand sie aus einer Phosphorit-Mühle und einem Walzwerk für schmiedeeiserne Röhren. 1872 entstand eine Pferdebahn zum Bahnhof Nassau. Durch einen Tunnel wurde das Werk mit Wasserkraft versorgt.
Das Unternehmen wurde 1957 gegründet, um die damals neu aufgestellte Bundeswehr mit Munition zu versorgen. Die Erstausstattung mit Maschinen und Produktionsanlagen lieferte Fritz Werner Werkzeugmaschinen aus Berlin.
2018 hatte das Metallwerk Elisenhütte etwa 290 Mitarbeiter und zählt damit zu den größten Arbeitgebern der Region. Das Unternehmen gehört seit 2019 zum Energieeffizienz-Netzwerk IHK Koblenz I. Knapp 90 % des Umsatzes werden in Deutschland erwirtschaftet, etwa 10 % in der EU und weniger als 1 % international.

## Kritik
Im Jahr 2010 wurden Vorwürfe eines Prokuristen und zwei weiteren Führungskräften des Metallwerks Elisenhütte öffentlich, in denen sie dem Mutterkonzern bzw. der CBC Group Verstöße gegen das Kriegswaffenkontrollgesetz vorwarfen. Der Hintergrund ist ein vermuteter Technologietransfer nach Brasilien, nachdem die Mitarbeiter des brasilianischen Stammhauses im Metallwerk Elisenhütte mehrfach Zeichnungen, Materialvorlagen, Entwicklungsprotokolle sowie weitere Daten kopiert haben sollen. Eine Genehmigung für einen Technologietransfer vom Bundesamt für Wirtschaft und Ausfuhrkontrolle (BAFA) lag nur für Unterlagen und Werkzeuge zur Herstellung kleinkalibriger Munition, für Büchsenmunition und für Pistolen- sowie Revolvermunition vor. Nach Recherchen und Veröffentlichungen im Spiegel kündigte das Management an, Strafanzeigen gegen die drei Mitarbeiter zu stellen. Darüber hinaus wurde der Prokurist wegen Verleumdung verklagt. Die Verleumdungsklage wurde 2011 zurückgezogen und sämtliche erhobenen Vorwürfe zurückgenommen.